# 密叶飞蓬
密叶飞蓬（学名：Erigeron multifolius）为菊科飞蓬属的植物，是中国的特有的植物。分布在中国大陆的西藏、云南等地，生长于海拔2,800米至4,100米的地区，多生于高山、亚高山草地及林缘。

## 异名
- Erigeron multifolius Hand.-Mazz. var. amplisquamus Ling et Y. L. Chen
- Erigeron multifolius Hand.-Mazz. var. pilanthus Ling et Y. L. Chen